# Tour di Elodie
Questa pagina contiene tutti i tour musicali sostenuti dalla cantautrice italiana Elodie nel corso della sua carriera.

## This Is Summer - Elodie Live
This Is Summer - Elodie Live è il primo tour musicale della cantautrice italiana Elodie, a supporto del suo terzo album in studio This Is Elodie (2020).

### Date del tour
| Data              | Città                | Stato  | Luogo                                    |
| ----------------- | -------------------- | ------ | ---------------------------------------- |
| 18 luglio 2020    | Gressoney-La-Trinité | Italia | Musicastelle Outdoor                     |
| 5 agosto 2020     | Patti                | Italia | Indiegeno Fest - Teatro greco di Tindari |
| 21 agosto 2020    | Sant'Agata di Puglia | Italia | Sul palco delle Puglie                   |
| 30 agosto 2020    | Ascoli Piceno        | Italia | Memorial Alessandro Troiani              |
| 3 settembre 2020  | Catania              | Italia | Villa Bellini                            |
| 13 settembre 2020 | Sammichele di Bari   | Italia | Sammichele Music Festival                |

## Elodie Show 2023
Elodie Show 2023 è il secondo tour musicale della cantautrice italiana Elodie, a supporto del suo quarto album in studio OK. Respira (2023).
Si tratta del primo tour della cantante con cui si è esibita nei palazzetti della penisola italiana.

### Data inaugurale
1. Purple in the Sky
2. Danse la vie
3. Strobo
4. Guaranà / Nero Bali (contiene elementi di Vogue)
5. OK. Respira
6. Andromeda
7. Vertigine (con Elisa)
8. Together (con Elisa)
9. American Woman (cover dei The Guess Who) (con BigMama)
10. Pensare male (con Stash Fiordispino)
11. Due
12. Mal di testa
13. Parli parli
14. Proiettili (ti mangio il cuore) (con Joan Thiele)
15. La coda del diavolo (con Rkomi)
16. Mai più
17. Boy Boy Boy
18. Tribale
19. Festival (con Paola & Chiara)
20. Sing It Back (cover dei Moloko)
21. Apocalisse
22. Una come cento
23. Margarita
24. Bagno a mezzanotte

### Tour nei palasport
Questa scaletta rappresenta quella del concerto del 25 novembre 2023 a Roma. Non è, pertanto, rappresentativa per tutti gli spettacoli del tour.
1. Purple in the Sky
2. Danse la vie
3. Strobo
4. Guaranà / Nero Bali (contiene elementi di Vogue)
5. OK. Respira
6. Andromeda
7. Vertigine
8. American Woman (cover dei The Guess Who)
9. Pensare male
10. A fari spenti
11. Red Light
12. Glamour
13. Elle
14. Euphoria
15. Ascendente
16. Lontano da qui
17. La coda del diavolo
18. Mai più
19. Boy Boy Boy
20. Tribale
21. A far l'amore comincia tu (cover di Raffaella Carrà)
22. Ciclone
23. Due
24. Pazza musica
25. Margarita
26. Bagno a mezzanotte

#### Variazioni
- Nelle date a Napoli del 17 e 18 novembre sono state eseguite Chiagne, in duetto con Geolier e Como suena el corazon con Gigi D'Alessio.
- Durante la data di Napoli del 18 novembre 2023, al posto di A far l'amore comincia tu, è stata eseguita Festival.
- Durante la data ad Assago del 20 novembre, Pazza musica è stata eseguita in duetto con l'ospite Marco Mengoni. I due hanno anche eseguito No Stress.
- Durante la data di Assago del 21 novembre 2023 e quella di Roma del 26 novembre 2023, al posto della cover di A far l'amore comincia tu, è stata eseguita Ti voglio.
- Nella data ad Assago del 21 novembre, La coda del diavolo è stata eseguita in duetto con Rkomi.
- Nelle date di Roma del 25 e 26 novembre e nella data finale di Assago Apocalisse e Una come cento vengono riaggiunte in scaletta.
- Nella data di Roma del 26 novembre, Due è stata eseguita in duetto insieme a Giorgia.
- Nella data a Firenze del 5 dicembre, è stata eseguita Nei giardini che nessuno sa in duetto con l'ospite Renato Zero.
- Nella data finale di Assago, sono state eseguite: Anche stasera, in duetto con l'ospite Sfera Ebbasta, un medley di Ciclone e Mon Amour insieme ad Annalisa ed El diablo con Piero Pelù.

### Date del tour
| Data             | Città   | Stato  | Luogo                | Artista d'apertura | Ospiti                                               |
| ---------------- | ------- | ------ | -------------------- | ------------------ | ---------------------------------------------------- |
| 12 maggio 2023   | Assago  | Italia | Mediolanum Forum     | N.D.               | Elisa BigMama Joan Thiele Rkomi Paola & Chiara Stash |
| 17 novembre 2023 | Napoli  | Italia | Palapartenope        | Gaia               | Geolier Gigi D'Alessio                               |
| 18 novembre 2023 | Napoli  | Italia | Palapartenope        | Gaia               | N.D.                                                 |
| 20 novembre 2023 | Assago  | Italia | Mediolanum Forum     | Gaia               | Marco Mengoni                                        |
| 21 novembre 2023 | Assago  | Italia | Mediolanum Forum     | Gaia               | Rkomi                                                |
| 25 novembre 2023 | Roma    | Italia | Palazzo dello Sport  | Gaia               | N.D.                                                 |
| 26 novembre 2023 | Roma    | Italia | Palazzo dello Sport  | Gaia               | Giorgia                                              |
| 5 dicembre 2023  | Firenze | Italia | Nelson Mandela Forum | Gaia               | Renato Zero                                          |
| 9 dicembre 2023  | Assago  | Italia | Mediolanum Forum     | Gaia               | Piero Pelù Annalisa Sfera Ebbasta                    |

## Elodie Show 2025
Elodie Show 2025 è il terzo tour musicale della cantautrice italiana Elodie, a supporto del suo quinto album in studio Mi ami mi odi (2025).
Le prime due date del tour, pubblicizzate come The Stadium Show, hanno portato l'artista ad esibirsi per la prima volta in carriera negli stadi.

### Scaletta
1. Tribale
2. Black Nirvana
3. Guaranà (contiene elementi di Hung Up)
4. I Feel Love (cover di Donna Summer)
5. La coda del diavolo

Atto I - Audace
1. Odio amore chimico
2. 1 ora
3. Di nuovo
4. Mi ami mi odi
5. Cuore nero
6. Anche stasera
7. OK. Respira

Atto II - Galattica
1. Andromeda
2. Vertigine
3. Niente canzoni d'amore
4. Feeling
5. Pensare male
6. Purple in the Sky

Nina Kraviz DJ set
Atto III - Erotica
1. Pop porno (cover de Il genio)
2. Red Light
3. Ascendente
4. Elle
5. Strobo
6. Euphoria
7. Lontano da qui
8. A fari spenti

Atto IV - Magnetica
1. Tutta colpa mia
2. Due
3. Dimenticarsi alle 7

Encore
1. Pazza musica
2. Margarita / Is This Love (cover di Bob Marley e The Wailers)
3. Bagno a mezzanotte

#### Variazioni
- Nella data a Milano dell'8 giugno, alla scaletta standard sono state aggiunte America cantata in duetto con Gianna Nannini, un medley di Folle città e Rolls Royce cantato insieme ad Achille Lauro e Ciclone e Chiamo io chiami tu insieme a Gaia.
- Nella data a Napoli del 12 giugno, alla scaletta standard sono state aggiunte Io vorrei 2024, Una magica storia d'amore e Insieme a lei, cantate insieme all'ospite Gigi D'Alessio.

### Date del tour
| Data               | Città            | Stato            | Luogo                         | Ospite fisso     | Ospiti                            |
| The Stadium Show   | The Stadium Show | The Stadium Show | The Stadium Show              | The Stadium Show | The Stadium Show                  |
| ------------------ | ---------------- | ---------------- | ----------------------------- | ---------------- | --------------------------------- |
| 8 giugno 2025      | Milano           | Italia           | Stadio San Siro               | Nina Kraviz      | Achille Lauro Gianna Nannini Gaia |
| 12 giugno 2025     | Napoli           | Italia           | Stadio Diego Armando Maradona | Nina Kraviz      | Gigi D'Alessio                    |
| Elodie - Palasport |                  |                  |                               |                  |                                   |
| 29 ottobre 2025    | Jesolo           | Italia           | Palazzo del Turismo           | N.D.             | N.D.                              |
| 31 ottobre 2025    | Assago           | Italia           | Mediolanum Forum              | N.D.             | N.D.                              |
| 1º novembre 2025   | Assago           | Italia           | Mediolanum Forum              | N.D.             | N.D.                              |
| 8 novembre 2025    | Eboli            | Italia           | PalaSele                      | N.D.             | N.D.                              |
| 14 novembre 2025   | Firenze          | Italia           | Nelson Mandela Forum          | N.D.             | N.D.                              |
| 19 novembre 2025   | Roma             | Italia           | Palazzo dello Sport           | N.D.             | N.D.                              |
| 20 novembre 2025   | Roma             | Italia           | Palazzo dello Sport           | N.D.             | N.D.                              |
| 24 novembre 2025   | Messina          | Italia           | PalaRescifina                 | N.D.             | N.D.                              |
| 25 novembre 2025   | Messina          | Italia           | PalaRescifina                 | N.D.             | N.D.                              |
| 28 novembre 2025   | Bari             | Italia           | PalaFlorio                    | N.D.             | N.D.                              |
| 29 novembre 2025   | Bari             | Italia           | PalaFlorio                    | N.D.             | N.D.                              |
| 1º dicembre 2025   | Torino           | Italia           | Inalpi Arena                  | N.D.             | N.D.                              |

## Altre esibizioni
Nel 2022 Elodie ha tenuto un concerto presso il Circolo Magnolia di Milano noto come Elodie Live 2022.